# Gian Piero Reverberi
Gian Piero Reverberi, auch Gianpiero Reverberi oder Giampiero Reverberi, (* 29. Juli 1939 in Genua) ist ein italienischer Komponist, Arrangeur und Musikproduzent. Er wurde vor allem bekannt als Gründer und Leiter des Ensembles Rondò Veneziano.

## Leben
Reverberi studierte am Paganini-Konservatorium in Genua Klavier und Komposition. Während der Studienzeit arbeitete er mit seinem älteren Bruder Gian Franco Reverberi zusammen, der damals bereits in der Musik- und Schallplattenszene aktiv war, und kam in Kontakt mit der „Genuesischen Schule“. Mit 20 Jahren verwirklichte er sein erstes großes Arrangement La gatta von Gino Paoli. Auch mit Luigi Tenco und Fabrizio De André arbeitete er zusammen. Er schrieb die Arrangements aller frühen De André-Alben und komponierte teilweise mit ihm zusammen die Musik der Lieder des Sängers.
Im Alter von 24 Jahren (1963) schrieb er seinen ersten Hit Se mi vuoi lasciare für den italienischen Sänger Gianfranco Michele Maisano, den sein Bruder kurz zuvor entdeckt hatte. Noch im gleichen Jahr nahm Maisano unter seinem Künstlernamen Michele am Musikwettbewerb Cantagiro teil und hielt sich nach seinem Sieg in der Newcomer-Kategorie mit dem Titel für 7 Wochen auf dem ersten Platz der italienischen Charts von 1963.
1964 komponierte Reverberi mit Robert Mellin die Filmmusik für die englische Fassung des Abenteuervierteilers Die seltsamen und einzigartigen Abenteuer des Robinson Crusoe aus York, von ihm selbst berichtet, der im ZDF ausgestrahlt wurde. In Deutschland machte ihn die zusammen mit Dario Farina komponierte Musik zur Kult-Fernsehserie Monaco Franze von 1983 einem breiten Publikum bekannt. Nach 1968 produzierte er für New Trolls, Le Orme und Lucio Battisti. Künstler wie Caterina Valente, Paul Anka, Ricchi e Poveri und Eros Ramazzotti griffen auf seine Kompositionen und Arrangements zurück.
1979 gründete Gian Piero Reverberi das Ensemble Rondò Veneziano, für das er fast alle Kompositionen und Arrangements schreibt. Stücke wie La Serenissima, San Marco oder Odissea veneziana machten den Namen der Gruppe weltberühmt und wurden unzählige Male gecovert. Unterstützung bei den Arrangements erhielt er unter anderem auch von Laura Giordano, mit der er seit 1963 verheiratet ist.
Gian Piero Reverberi erweiterte seine Werke unter anderem durch die Suite für Harmonika und Streicher für Willi Burger, die 2. Suite für Harmonika und Orchester und das Konzert für Harmonika und Orchester. Im Auftrag der Münchner Philharmoniker komponierte er ein Konzert für Violine. Zu seinen weiteren klassischen Werken gehören das Album L’Antivirtuoso mit Stücken und Improvisationen für Klavier, ein bislang unveröffentlichtes Requiem sowie die Komposition Bach-gammon für das Ecoensemble Trio.

## Diskografie
- 1962 – Orchestra di Gian Piero Reverberi
- 1966 – Lui non t'ama come me/Sono momenti/Ti penso e prego (Orchestra di Gian Piero Reverberi)
- 1969 – Plenilunio d'agosto/Dialogo d'Amore/L'Ora Dell'Amore
- 1971 – Messaggio per te (Hot Underground Group)
- 1973 – Missione Apollo
- 1975 – Reverberi
- 1976 – Timer
- 1977 – Stairway to Heaven
- 1993 – L'antivirtuoso

sowie alle Veröffentlichungen von Rondò Veneziano (ab 1980)

## Filmografie (Auswahl)
- 1964: Die seltsamen und einzigartigen Abenteuer des Robinson Crusoe aus York, von ihm selbst berichtet (Fernseh-Mehrteiler)
- 1965: Spione unter sich (The Dirty Game)
- 1967: Pronto, Amigo (Ein Colt in der Hand des Teufels) (Una colt in pugno al diavolo)
- 1972: Der Sizilianer (Torino nera)
- 1983: Monaco Franze